# Résultat nul
En science, un résultat nul est un résultat sans le contenu attendu : c'est-à-dire que le résultat proposé est absent.  Il s'agit d'un résultat expérimental qui ne montre pas un effet prévu. Cela ne signifie pas une absence de résultat, mais simplement un résultat qui ne supporte pas l'hypothèse. Le terme est une traduction de la communauté scientifique latine resultarum nullus, ce qui signifie « aucune conséquence ».
En test d'hypothèse statistique, un résultat nul survient quand un résultat expérimental n'est pas significativement différent de ce qui est espéré en dessous de l'hypothèse nulle. Bien que certains effets peuvent en effet être observée, leurs probabilité (en dessous de l'hypothèse nulle) ne dépasse pas le niveau de signification statistique, à savoir, le seuil fixé avant l'expérience pour le rejet de l'hypothèse nulle. Le niveau de signification varie, mais il est souvent fixé à 0,05 (5 %).
À titre d'exemple, en physique, les résultats de l'expérience de Michelson-Morley étaient de ce type, car elle ne détecte pas la vitesse relative postulée de l'éther luminifère. Cette expérience célèbre de détection qui a échoué, communément appelé le résultat nul, a contribué à l'élaboration de la relativité restreinte. Durant l'expérience de Michelson-Morley des mesures de valeurs non nulles ont été réalisées, mais leurs valeurs étaient beaucoup trop faibles pour rendre compte des résultats théoriquement attendus, ces résultats sont généralement considérés comme à l'intérieur du niveau de bruit de l'expérience.